# コ・アソン
コ・アソン（高 我星、朝鮮語: 고아성、1992年8月10日 - ）は、大韓民国の女優である。

## 経歴
2006年、ポン・ジュノ監督のホラー映画『グエムル-漢江の怪物-』に出演し、2013年、ポン・ジュノ監督のSF映画『スノーピアサー』に出演。2014年、イ・ハン監督のドラマ映画『優しい嘘』に出演した。

## フィルモグラフィー

### 映画
- グエムル-漢江の怪物-（2006年）
- 楽しき人生（2007年）
- 冬の小鳥（2009年）
- 結婚式の後で（2009年）
- シックスティーン（2010年）
- デュエット（2012年）
- スノーピアサー（2013年）
- 優しい嘘（2014年）原題：우아한 거짓말（Thread of Lies）
- ビューティー・インサイド /뷰티 인사이드（2015年）
- オフィス 檻の中の群狼（2015年）
- 正しい日 間違えた日（2015年）
- 戦場のメロディ/오빠생각（2016年）
- サムジンカンパニー1995（2020年）
- ケナは韓国が嫌いで（2024年）

### テレビ
- フルハウス（2004年、KBS）
- 悲しき恋歌（2005年、MBC）
- 心ふるわせて（2005年、MBC）
- ドラゴン桜〈韓国版〉（2010年、KBS）
- 風の便りに聞きましたけど!?（2015年、SBS）
- 自己発光オフィス（2017年、MBC）
- ライフ・オン・マーズ（2018年、OCN）
- クライムパズル（2021年、WEB）

### インターネット
- Netflix
  - NETFLIXオリジナル作品深夜食堂-Tokyo Stories-(Midnight Diner)
    - 第4話（劇場版を含まない、TVシリーズからの通算では、第34話）ユナ（源氏名レイ）役